# Ononis filicaulis
Ononis filicaulis är en ärtväxtart som beskrevs av Pierre Edmond Boissier. Ononis filicaulis ingår i släktet puktörnen, och familjen ärtväxter. Inga underarter finns listade i Catalogue of Life.